# 野平ゆき
野平 ゆき（のひら ゆき、1956年9月4日 - ）は日本の女優。旧芸名は野平ユキ。本名は野平 幸。
東京都出身。青柳肇事務所に所属していた。

## 人物
特技は華道、常磐津節。
小学生の時に姉に連れられて観た宝塚歌劇が好きになり、観劇の為に大阪まで行って夜中に並んだ事もあるというほどの古城都の大ファンだった
。
街で芸能マネージャーを名乗る男に声を掛けられた事が芸能界入りのきっかけだったが、その男には寸借詐欺を繰り返され、挙句に襲われそうになった為に逃げ出したという。
その後にまともな事務所に所属、テレビドラマや映画に端役として出演したり、ポスターのモデルを務めるなどしていたが、1977年に日活のロマンポルノ『肉体の悪魔』に主演し、ロマンポルノの若手スターとなった。
『肉体の悪魔』出演については、事務所側が目指す野平の売り方とは方針が違うと断ったが、日活側が「本人から断られたら諦める」と主張した為、野平は日活のスタッフと会う事になった。大役での映画出演もスタッフとの討議も初めてだった野平は戸惑ってしまい返事が出来ず、台本を読んでから出演の可否を決める事になった。カラミのシーンの多さに自分には出来ないと考えたが、日活側の「情熱と気迫」にやる気を喚起され、出演を決めたという。
しかし、宝塚の男役に惹かれてばかりで男友達が少なかった為にカラミのシーンでは「よくわからない部分があって」戸惑い、セット入りして「体がふるえてくるのが自分でもわかり」、監督の言うままに動いて撮影を終えたが、あちこちぶつけたのか「体中キズだらけ」になっていた、と述懐している。
ロマンポルノ引退後の1988年に、5歳年下の俳優・小野田真之と結婚。
2014年度以降の芸能活動および所属事務所は不明。

## 出演

### テレビドラマ
- 土曜ワイド劇場（ANB→EX）
  - 人はそれを情死と呼ぶ（1977年）
  - 江戸川乱歩の美女シリーズ（松竹）
    - 第6作「妖精の美女」（1978年） - 林小雪
    - 第9作「赤いさそりの美女」（1979年） - 相川珠子

  - 家庭の秘密（1979年）
  - 女弁護士 朝吹里矢子 第3作「囁く手首の謎」（1979年）
  - 逆転弁護（2006年）
- 七人の刑事 第3シリーズ 第19話「スナック・ジャック」（1978年、TBS）
- 柳生一族の陰謀 第8話「女豹の涙」（1978年、KTV） - 美里
- 江戸の旋風シリーズ（CX / 東宝）
  - 同心部屋御用帳 江戸の旋風(第4シリーズ） 第4話「かんざし同心」（1978年） - お初
  - 同心部屋御用帳 新・江戸の旋風 第19話「手のひらいっぱいの幸せ」（1980年） - お玉
- 大江戸捜査網（12ch→TX / 三船プロ）
  - 第374話「姿なき目撃者」（1979年）
  - 第558話「女が燃えた! 非情の用心棒」（1982年） - お菊
- 半七捕物帳 第3話「矢がすりの女」（1979年、ANB）
- 江戸の激斗（1979年、CX / 東宝） - おゆき
- 新五捕物帳（NTV）
  - 第88話「青春情話」（1979年）
  - 第189話「無法の八百八町」（1982年）
- ザ・スーパーガール 第29話「全裸殺人・謎のマッサージ師」（1979年、12ch / 東映）  - 石井奈津子
- 探偵物語 第13話「或る夜の出来事」（1979年、NTV / 東映） - 赤木ユリ
- そば屋梅吉捕物帳 第17話「涙で濡らす雪牡丹」（1980年、12ch / 国際放映） - おりん
- 必殺シリーズ（ABC / 松竹）
  - 必殺仕事人 第44話「艶技鬼面潰し」（1980年） - 笹絵
  - 新・必殺仕舞人 第4話「八木節は悲しい村の恨み節」（1982年） - おれん
  - 必殺仕事人III 第8話「窓際族に泣いたのは主水」（1982年） - お糸
  - 必殺仕事人V 第12話「組紐屋の竜忍者と闘う」（1985年） - 初音
- 斬り捨て御免! 第1シリーズ 第5話「命を賭けた母子星」（1980年、12ch）
- 服部半蔵 影の軍団 第8話「潜入! 大奥の昼と夜」（1980年、KTV）
- 桃太郎侍 第188話「皿に描かれた人生模様」（1980年、NTV） - おたみ
- 87分署シリーズ・裸の街  第11話「命、果てるまで」（1980年、CX）
- 木曜ゴールデンドラマ / 愛した翔んだそして散った!（1980年、YTV）
- 江戸の朝焼け 第9話「人生回り舞台」（1980年、CX）
- 傑作推理劇場（ANB）
  - 妻の証言（1980年）
  - ガラスの階段（1981年）
- 悪党狩り 第16話「残侠の未練花」（1981年、12ch） - おきわ
- 旅がらす事件帖 第16話「無情街道にみた風車」（1981年、KTV） - おりん
- 闇を斬れ 第4話「地獄の賄賂貸し」（1981年、KTV）
- 暴れん坊将軍シリーズ（ANB / 東映）
  - 吉宗評判記 暴れん坊将軍 第188話「嵐を呼んだめ組の花嫁」（1981年） - おきた
  - 暴れん坊将軍II 第66話「纒に誓ったやせ我慢」（1984年） - おせき
- 江戸の用心棒 第26話「別れたくない江戸の空」（1981年、CX）
- 松本清張の黒革の手帖 （1982年、ANB / 松竹） - 里子
- 同心暁蘭之介 第20話「地獄の沙汰」（1982年、CX）
- 太陽にほえろ!（NTV / 東宝）
  - 第502話「癖」（1982年） - 松野幸子
  - 第559話「マザー・グース」（1983年） - 中田夫人
  - 第601話「アイドル」（1984年） - 相原牧子
  - 第637話「模擬訓練」（1985年） - 池内麗子
- 松平右近事件帳 第7話「危うし! 弥生局」（1982年、NTV） - おその
- 時代劇スペシャル / 沖田総司（1982年、CX）
- 西部警察 PART-III（ANB / 石原プロ）
  - 第2話「護送」（1983年） - 野山裕美
  - 第35話「灼熱の拳銃」（1984年） - みつこ（松田の恋人）
  - 第58話「さらば老兵」（1984年） - 久保加代子
- 大河ドラマ / 山河燃ゆ（1984年、NHK） - 千代乃
- 銭形平次 第877話「風は知っていた」（1984年、CX）
- ライオン午後のサスペンス / 母の復讐（1984年、CX）
- ザ・ハングマン4 第1話「船上トバクでまる裸にされる!」（1984年、ABC / 松竹芸能） - 高木由香（クラブ「リーベ」ホステス）
- 月曜ドラマランド / いじわる看護婦（1984年、CX）
- 将軍家光忍び旅 第21話「瞼の父、お蔦、涙の再会」（1991年、ANB） - お春
- 鬼平犯科帳（CX / 松竹）
  - 第2シリーズ 第10話「女賊」（1991年） - おすみ
  - 第3シリーズ 第11話「夜鷹殺し」（1992年） - おつね
  - 第4シリーズ 第14話「ふたり五郎蔵」（1993年）
- 往診ドクター事件カルテ 第8話「恋した女性は借金を抱えた美人妻」（1992年、ABC / 総合ビジョン）
- 付き馬屋おえん事件帳 第2シリーズ 第4話「枕さがしの罠」（1993年、TX）
- ナショナル劇場（TBS）
  - 水戸黄門（C.A.L）
    - 第22部 第24話「助けた娘はお姫様 -姫路-」（1993年10月25日） - お利恵
    - 第25部 第21話「かげろうお銀の涙 -鹿野-」（1998年5月19日） - 神崎香織
    - 第26部 第25話「母に背いた娘の涙 -諏訪-」（1998年8月10日） - おせき
    - 第27部 第26話「救って下さい! 母子地蔵さま -追分-」（1999年9月13日） - おかく

  - 大岡越前 第14部 第9話「幸せ咲かせた兄妹草」（1996年8月12日、C.A.L） - お駒
- 刑事追う! 第22話「初恋・地獄編」（1996年、TX / 東映）
- 連続テレビ小説 / あぐり（1997年、NHK）
- 火曜サスペンス劇場（NTV）
  - 弁護士・高林鮎子 第21作「上毛高原逆流の殺意」（1997年） - ルーム係
  - 身辺警護 第7作（2001年）
  - 弁護士・朝日岳之助
    - 第17作「開かずの扉」（2002年）
    - 第18作「逃亡」（2003年）
- 御家人斬九郎 第3シリーズ 第9話「可愛い目撃者」（1997年、CX / 映像京都） - はつ
- はみだし刑事情熱系 はみだし刑事情熱系 PART2 第6話「密告殺人! 娘の涙」（1997年、ANB） - 山下里江
- BSドラマ / あした天気に 第1話（1998年、NHK BS-2）
- 水曜シリーズドラマ / 必要のない人 第5話（1998年、NHK）
- はぐれ刑事純情派（ANB / 東映）
  - 第12シリーズ 第3話「犬と暮らす鎌倉夫人の嫉妬!? 嫌われた女」（1999年）
  - 第13シリーズ 第16話「バス停を盗んだ女! 500メートルの愛!?」 （2000年） - 望月圭子
  - 第14シリーズ 第2話「安浦刑事が魚屋に婿入り!? 匂いを嗅ぐ女」（2001年）
- 女と愛とミステリー / 密会の宿 第1作「北鎌倉不倫殺人旅行」（2003年、TX）
- ドラマW / 娘の結婚（2003年、WOWOW）
- 月曜ミステリー劇場 / 真実を追う男 第2弾（2004年、TBS）
- ドラマ特別企画 / 家族の命リレー（2005年、ABC）
- 相棒 season5 第1話「杉下右京 最初の事件」（2006年、EX）
- 陽炎の辻 〜居眠り磐音 江戸双紙〜（NHK）
  - 陽炎の辻　第3話「謎の女」（2007年） - 奈緒の母（お鶴）
  - 陽炎の辻3 第14話「磐の音」（2009年） - お鶴
- そこをなんとか 第2シーズン（2014年、NHK BSプレミアム）
  - 第3話「子の心親知らず」
  - 第8話「光のさす方へ」

### 映画
- 暴走の季節 （1976年、東映東京） - 冴子
- 犬神の悪霊 （1977年、東映東京） - 産婦人科看護婦
- 肉体の悪魔 （1977年、日活）
- 修道女ルシア　辱（けが）す 　（1978年、日活） - 大滝ルミ子
- 危険な関係 　（1978年、日活）
- 金曜日の寝室 （1978年、日活） - 杉浦エリ
- 白い肌の狩人 蝶の骨 （1978年、にっかつ）
- 修道女 濡れ縄ざんげ （1979年、にっかつ）
- 億万長者になった男 　（1994年、エンドレス・ジャパン＝ヒーロー）

### 舞台
- 唐人お吉　芝浜